# Wairarapa Bush Rugby Football Union
Dernière mise à jour : décembre 2013.
La Wairarapa Bush Rugby Football Union est une fédération provinciale néo-zélandaise de rugby à XV créée en 1971 par la fusion des fédérations de Wairarapa et de Bush. L'équipe fanion, basée au Memorial Park de Masterton, dispute le Heartland Championship. Elle a disputé un match contre les Lions britanniques et irlandais en 1950 et un match contre les All Blacks en 1972.

## Histoire
La Wairarapa Rugby Football Union est une fédération provinciale créée en 1896 dans la région de Wairarapa, au Sud-Est de l'île du Nord de la Nouvelle-Zélande. L'équipe fanion s'illustre en 1927 en remportant le Ranfurly Shield aux dépens de Hawke's Bay. L'équipe défend son titre victorieusement contre Bush avant de le céder à nouveau à Hawke's Bay. L'équipe remporte à nouveau le bout de bois en 1928, cette fois aux dépens de Canterbury. L'équipe parvient à conserver le titre à huit reprises avant de s'incliner en 1929 contre Southland. L'équipe remporte le Ranfurly Shield une dernière fois en 1950 contre Canterbury mais le reperd aussitôt contre la même équipe.
La Bush Rugby Football Union est une fédération provinciale créée en 1890 à Pahiatua dans l'Est de l'Île du Nord par les clubs de Pahiatua, Woodville et Eketahuna. L'équipe dispute sept challenges du Ranfurly Shield entre 1927 et 1968 sans jamais le remporter.
En 1950, les deux fédérations s'associent une première fois pour disputer un match de la tournée des Lions Britanniques et Irlandais. Le 14 juin 1950, Wairarapa Bush s'incline à Masterton contre les Lions sur le score de 13 à 27.
Les deux fédérations fusionnent en 1971 pour former la Wairarapa Bush Rugby Football Union. Le 31 mai 1972, l'équipe joue contre les All Blacks un match de préparation pour la tournée de l'équipe d'Australie en Nouvelle-Zélande, s'inclinant sur le score de 38 à 0.
L'équipe intègre en 1976 la seconde division du National Provincial Championship (NPC), nouvellement créé. En 2006, lors de la création de l'Air New Zealand Cup, l'équipe alors en troisième division est reversée dans la division amateur appelée Heartland Championship. Cette année-là, l'équipe remporte la Meads Cup, l'un des deux trophées décernés aux équipes du Heartland Championship. La fédération de Wairarapa Bush comprend 13 clubs. Elle fait partie des neuf fédérations provinciales qui donnent des joueurs à la franchise de super 15 des Hurricanes.

## Statistiques diverses

### Palmarès
Wairarapa Bush a remporté :
- le championnat de deuxième division de l'Île du Nord du NPC en 1981,
- le championnat de troisième division en 2005
- la Meads Cup en 2006.

### Ranfurly Shield
Wairarapa Bush n'a jamais remporté le Ranfurly Shield. L'équipe s'est inclinée en juillet 2006 contre Canterbury sur le score de 96 à 10 dans un match de challenge.

### All Blacks
6 joueurs de Wairarapa Bush ont été sélectionnés en équipe nationale depuis la création de la fédération :
- Brent Anderson
- Marty Berry
- Brett Harvey
- Brian Lochore
- Michael McCool
- Robbie McLean